# Bembidion vandykei
Bembidion vandykei är en skalbaggsart som beskrevs av Blaisdell. Bembidion vandykei ingår i släktet Bembidion och familjen jordlöpare. Inga underarter finns listade i Catalogue of Life.